# Ido Sgrazzutti
Ido Sgrazzutti (Flumignano di Talmassons, 17 febbraio 1947) è un ex calciatore italiano, di ruolo difensore.

## Caratteristiche tecniche
Giocava come terzino.

## Carriera
Ha esordito in Serie A con la maglia del Palermo il 2 febbraio 1969 in Palermo-Cagliari (0-0).